# Géderlak
Géderlak é um município da Hungria, situado no condado de Bács-Kiskun. Tem 18,74 km² de área e sua população em 2015 foi estimada em 989 habitantes.